# Якушинцы
Якушинцы (укр. Якушинці) — село в Якушинецкой сельской общине в Винницком районе Винницкой области Украины.
Код КОАТУУ — 0520688901. Население по переписи 2001 года составляет 2463 человека. Почтовый индекс — 23222. Телефонный код — 432. Занимает площадь 2,83 км².

## Адрес местного совета
23222, Винницкая обл. Винницкий р-н, с. Якушинцы

## История
Атамановский утверждает, что поселение на месте современных Якушинцев существовало уже в XIII столетии. Также он пишет, что в XVII столетии село принадлежало представителю давнего украинского боярского рода Коцюб или Козуб, которые позднее стали именоваться Якушинскими. Руликовский указывает, что Якушинцы были переданы земянину Борису Коцюбе Великим князем Литовским Свидригайлом, однако это предположение, по словам Атамановского, является ошибочным, поскольку согласно люстрациям 1545-го и 1552-го, Коцюба ими уже владел, а Свидригайло княжил на Подолье во второй раз в 1440-е—1452 год. Также согласно письму 21.05.1431-го, Якушинцы принадлежали пану Евсею и имели точно определенные и никем не оспариваемые границы с соседними усадьбами. Также опираясь на географическое положение села и направление колонизации подольских земель, Атамановский указывает, что населённый пункт или ровесник Винницы, либо даже старше её.
Первая школа села была построена в 1864-м году. Языком образования был украинский.
В 1920—1930-е годы в школе преподавал известный краевед Степан Килимник (позднее уехавший в Канаду). Многие из записанных им рассказов и обряды были родом из Якушинецкой земли.

## Религия
В селе действует храм Святителя Николая Чудотворца и храм Преподобного Серафима Саровского Винницкого районного благочиния Винницкой епархии Украинской православной церкви.